# روی هالادی
روی هالادی (انگلیسی: Roy Halladay; ۱۴ مهٔ ۱۹۷۷ – ۷ نوامبر ۲۰۱۷) بازیکن بیس‌بال اهل ایالات متحده آمریکا بود.

## مرگ
او در ۷ نوامبر ۲۰۱۷ درحالی‌که سوار ICON A5 بود، بر اثر سانحه در خلیج مکزیک مُرد.